# Łanowce (stacja kolejowa)
Łanowce (ukr. Ланівці, ros. Лановцы) – stacja kolejowa w miejscowości Łanowce, w rejonie krzemienieckim, w obwodzie tarnopolskim, na Ukrainie. Położona jest na linii Szepetówka – Tarnopol.
Stacja istniała przed II wojną światową. Była wówczas ostatnią stacją kolejową w Polsce i przedostatnim punktem zatrzymywania się pociągów przed granicą z Sowietami. Mimo istnienia fizycznego przedłużenia linii za granicę, ruch transgraniczny nie był prowadzony.